# Agía Zóni (La Canée)
Agía Zóni, en grec moderne : Αγία Ζώνη, est un village du dème de La Canée, dans le district régional de La Canée, de la Crète, en Grèce. Selon le recensement de 2011, la population d'Agía Zóni compte 27 habitants. Le village est situé à une altitude de 75 m et à une distance de 15 km de La Canée.